# Microformato
Un microformato (a veces abreviado con μF o uF) es una forma simple de agregar significado semántico a un contenido legible por un humano mientras que para una máquina puede ser sólo texto plano. Según el W3C, son

conjuntos de formatos de datos abiertos y simples, desarrollados sobre estándares ya existentes, ampliamente adoptados, incluyendo XHTML (HTML y XML) y CSS.
W3C

Más técnicamente, son elementos de lenguaje de marcado, usando (X)HTML usando nombres de clase específicos. En este sentido, son abiertos para que cualquiera haga uso de ellos.
Son entendidos como porciones de código o  estándar cuyo objetivo es insertar contenido semántico en los contenidos de los recursos de información, aprovechando las características de los atributos "id" o "class" usada por algunas etiqueta de HTML. También se usan los atributos "rel" o "rev", de los elementos de "a" y "link", pero para poder usar de forma "legal", los valores de esos elementos deberían estar definidos en un perfil. El uso de microformatos constituye una fortaleza en la estructuración de los contenidos de los recursos web, fortaleciendo la visibilidad de los mismos y contribuyendo a la web semántica. Este conjunto de variables que se agregan a las etiquetas HTML existentes, y que entregan información detallada acerca de las características del contenido que contienen, permiten aclararle a los buscadores y navegadores la naturaleza de las páginas identificando si una página es un artículo de noticias, y dónde está el contenido de la noticia. Su desarrollo habilita el marcado semántico para algunos tipos de información en específica y que resulta interesante tanto para el usuario como para los buscadores.
Según Stuart Weibel “la flexibilidad que los microformatos permiten es una característica esencial de la hiper-innovación que caracteriza a la web 2.0” 
Las especificaciones actuales de microformatos permiten la representación de eventos, información de contacto, relaciones sociales, direcciones, ubicaciones (coordenadas), etc.
Los microformatos son mantenidos y especificados por Microformats.org. y por la iniciativa colaborativa Schema.org que tiene como objetivo crear, mantener y promover la estructuración de los datos en Internet.

## Principios
Los estándares definidos en (X)HTML permiten agregar significado semántico a los contenidos presentados. Esto se logra con los siguientes atributos de HTML:
- class
- rel
- rev

Por ejemplo, en el texto "Las aves anidaron en 52.48,-1.89" los números pueden ser entendidos, de acuerdo con el contexto, como coordenadas geográficas. Al rodear dicho par con spans (u otros elementos HTML) con nombres de clase específicos (en este caso geo, latitud y longitud, todos parte de la especificación de microformato geo):
```
Las
 
aves
 
anidaron
 
en

  
<span
 
class=
"geo"
>

    
<span
 
class=
"latitud"
>
52.48
</span>
,

    
<span
 
class=
"longitud"
>
-1.89
</span>

  
</span>

```

se puede decir a las máquinas exactamente qué representa cada valor y se puede realizar una variedad de tareas tales como indexarlos, buscarlos en un mapa y exportarlos a un dispositivo GPS.

### Ejemplo
En el siguiente ejemplo, la información de un contacto se podría representar así:
```
<
p
>

   
<
strong
>
Guillermo García
</
strong
><
br
 
/>

   Calle falsa, 1
<
br
 
/>

   una ciudad, un país.
<
br
 
/>

   
<
em
>
El Ejemplo S. A.
</
em
><
br
 
/>

   604-555-1234
<
br
 
/>

   
<
a
 
href
=
"http://ejemplo.com/"
>
http://ejemplo.com/
</
a
>

</
p
>

```

Esta sería una versión más semántica utilizando el microformato hCard y elementos con sentido, con significado, como lo sería una lista de propiedades del contacto:
```
<ul
 
class=
"vcard"
>

        
<li
 
class=
"fn n"
>

                
<strong
 
class=
"given-name"
>
Guillermo
</strong>
 
<strong
 
class=
"additional-name"
>
García
</strong><br
 
/>

                
<span
 
class=
"org"
>
El
 
Ejemplo
 
S.
 
A.
</span>

        
</li>

        
<li
 
class=
"adr"
>

                
<span
 
class=
"street-address"
>
Calle
 
falsa
 
1
</span><br
 
/>

                
<span
 
class=
"locality"
>
una
 
ciudad
</span>
,
 

                
<abbr
 
class=
"region"
 
title=
"Una región"
>
UR
</abbr>
,
 

                
<span
 
class=
"postal-code"
>
94301
</span>
,
 

                
<abbr
 
class=
"country-name"
 
title=
"Un país"
>
UP
</abbr>

        
</li>

        
<li
 
class=
"tel"
><strong
 
class=
"type"
 
title=
"Teléfono del trabajo"
>
Work
</strong>
:
 
<span
 
class=
"value"
>
604-555-1234
</span></li>

        
<li
 
class=
"url"
><strong
 
class=
"type"
 
title=
"Sitio web oficial del trabajo"
>
Work
</strong>
:
 
<a
 
href=
"http://ejemplo.com/"
 

                
title=
"Ejemplo.com"
 
class=
"value"
>
http://ejemplos.com/
</a></li>

</ul>

```

Resultado
- Guillermo García

El Ejemplo S. A.
- Calle falsa 1
una ciudad, UR, 94301, UP
- Work: 604-555-1234
- Work: Ejemplos.com

Aquí, el nombre formateado (fn), organización (org), número de teléfono (tel) y dirección web (url) han sido identificados usando nombres de clase específicos y todo se rodea con class="vcard", que indica que las otras clases forman una hCard (abreviatura para "HTML vCard)") y no son coincidentalmente llamadas. También se usan otras clases destinadas a la dirección, entre otras existentes destinadas al correo electrónico, geolocalización (véase lista de propiedades de hCard en la web oficial)...
Es ahora posible para aplicaciones de software, como plugins de navegadores, extraer la información, y transferirla a otras aplicaciones como una agenda.

### Clasificación de Microformatos
Los microformatos se clasifican en:
Microformatos Personales: Estos son los conocidos como Microformatos de Autor: permiten marcar el autor del sitio web utilizando el microformato rel=”author”. Para enlazar los perfiles de las redes sociales hacia nuestras páginas existen los Microformatos de Propiedad que utilizan atributo rel=”me”. Los Microformatos XFN se utilizan en función de la relación que tengas con el sitio enlazado, laboral, familiar, amistad o sea para relaciones sociales mediante enlaces.
Microformatos de Empresa: Para describir los datos de la empresa que le interesan a los buscadores se desarrollaron los Microformato h Card, este tipo de marcado tiene gran utilidad para mejorar el Posicionamiento Web altamente recomendable para empresas que necesiten de este tipo de SEO. Existen los Microformatos adr para direcciones postales y Microformatos geo para coordenadas geográficas.
Microformatos de Eventos: Para empresas que gestionan eventos se utilizan los llamados Microformatos hCalendar vinculando la información necesaria en correspondencia con los eventos.
Microformatos de Reviews: Este marcado se utiliza para ofrecer información sobre el análisis de un producto o servicio (ejemplo para críticas de artículos) cambiando le snnipet que muestra Google de las páginas lo cual es altamente valorable para aumentar el CTR en las SERPS. Para ello, se usan los atributos del marcado html class, rel y rev.
Los siguientes microformatos han sido desarrollados para habilitar marcado semántico para algunos tipos de información en específico.
- hAtom (Especficación de hAtom) - para marcar feeds Atom dentro del HTML.
- hCalendar (Especificación de hCalendar) - para eventos.
- hCard (Especificación de hCard) - para información de contacto, incluye:
  - adr (Especificación de adr) - para direcciones postales.
  - geo (Especificación de geo) - para coordenadas geográficas (latitud, longitud).
- hReview (Especificación de hReview) - para críticas de artículos, servicios, etc.
- hResume (Especificación de hResume) - para curriculum.
- rel-directory (Especificación de rel-directory) - para apuntar enlaces a una página de un directorio.
- rel-nofollow (Especificación de rel-nofollow) - advierte a los buscadores web que no deben asignar importancia a la página a la que apunta el enlace.
- rel-tag (Especificación de rel-tag) - indica que la página que contiene el enlace está relacionada con la etiqueta especificada.
- xFolk (Especificación de xFolk) - para especificar enlaces guardados en un Marcador social.
- XFN - para relaciones sociales mediante enlaces.
- XOXO - para hacer esquemas con listas.

### Ventajas de los microformatos
Los microformatos son proyectos necesarios, así ha expresado Microsoft porque ofrecen como ventajas:
- Aventajan a la semántica basada en XML porque la información semántica puede ser intercambiada entre dos computadoras.
- Aplicación práctica inmediata..
- Accesible a cualquier desarrollador XHTML.
- Permiten adaptar a XHTML RFCs existentes. Por ejemplo vCard pasa a ser hCard, iCal pasa a ser hCalendar, etc.
- Compatibles con el estándar XHTML de W3C a tal punto que es posible especificar un perfil XHTML mediante el microformato XMDP.

### Accesibilidad de los microformatos
Los microformatos usan la etiqueta abbr (abreviación) de HTML la cual contiene, dentro de su atributo title, el significado de la abreviación. Dicha información es usada por algunos lectores de pantalla y "leerla" al usuario. Sin embargo, la especificación de microformatos hace uso de la etiqueta abbr para especificar fechas, colocando en el atributo title la fecha en formato ISO 8601 lo cual es leído como un juego de números ininteligible para las personas con discapacidad. Esto representa un fallo de accesibilidad. Este problema fue discutido por el Web Standards Project en su sitio, en una propuesta que llamaron "hAccessibility".

### Microformatos propuestos
Algunos de los microformatos propuestos que tienen mayor actividad son:
- citation - para citar referencias[4]
- currency - para expresar cantidades monetarias[5]
- Extensión de Geo - para lugares fuera de la tierra (Marte, la Luna, etc.)
- Especificación de Species - para nombres de seres vivos.

## Usos de los microformatos
El uso de los microformatos dentro del (X)HTML permite agregar más información y significado a los datos que luego puede ser utilizado por aplicaciones como por ejemplo buscadores o agregadores de contenidos.
Actualmente existen extensiones para los navegadores web que permiten tener acceso a la metadata de los microformatos. Por ejemplo Firefox tiene una extensión llamada Operator, que permite al usuario detectar los microformatos y agregar la información que contienen a otras aplicaciones del sistema como KAddressBook o Microsoft Outlook.
Microsoft ha expresado que los microformatos son proyectos necesarios.

## Creación de microformatos
La mayoría de los microformatos han sido creados en el wiki de microformats.org y sus listas de correos, por medio del análisis de usos actuales hechos por los desarrolladores de contenidos. Algunos otros, como rel=nofollow, unAPI, hRelease y rel=pavatar, han sido propuestos y desarrollados por otras personas.

## Otras lecturas
- Allsopp, John (2007). Microformats: Empowering Your Markup for Web 2.0. Friends of ED. ISBN 978-1-59059-814-6.
- Orchard, Leslie M. (2005). Hacking RSS and Atom. Wiley. ISBN 978-0-7645-9758-9.
- Robbins, Jennifer Niederst (2006). Web Design In A Nutshell (Third Edition edición). O'Reilly Media. ISBN 978-0-596-00987-8.
- Suda, Brian (2006). Using Microformats. O'Reilly Media. ISBN 978-0-596-52817-1.
- Haine, Paul (2006). HTML Mastery. Friends of ED. pp. 117-154. ISBN 978-1-59059-765-1.